# 고통의 성모

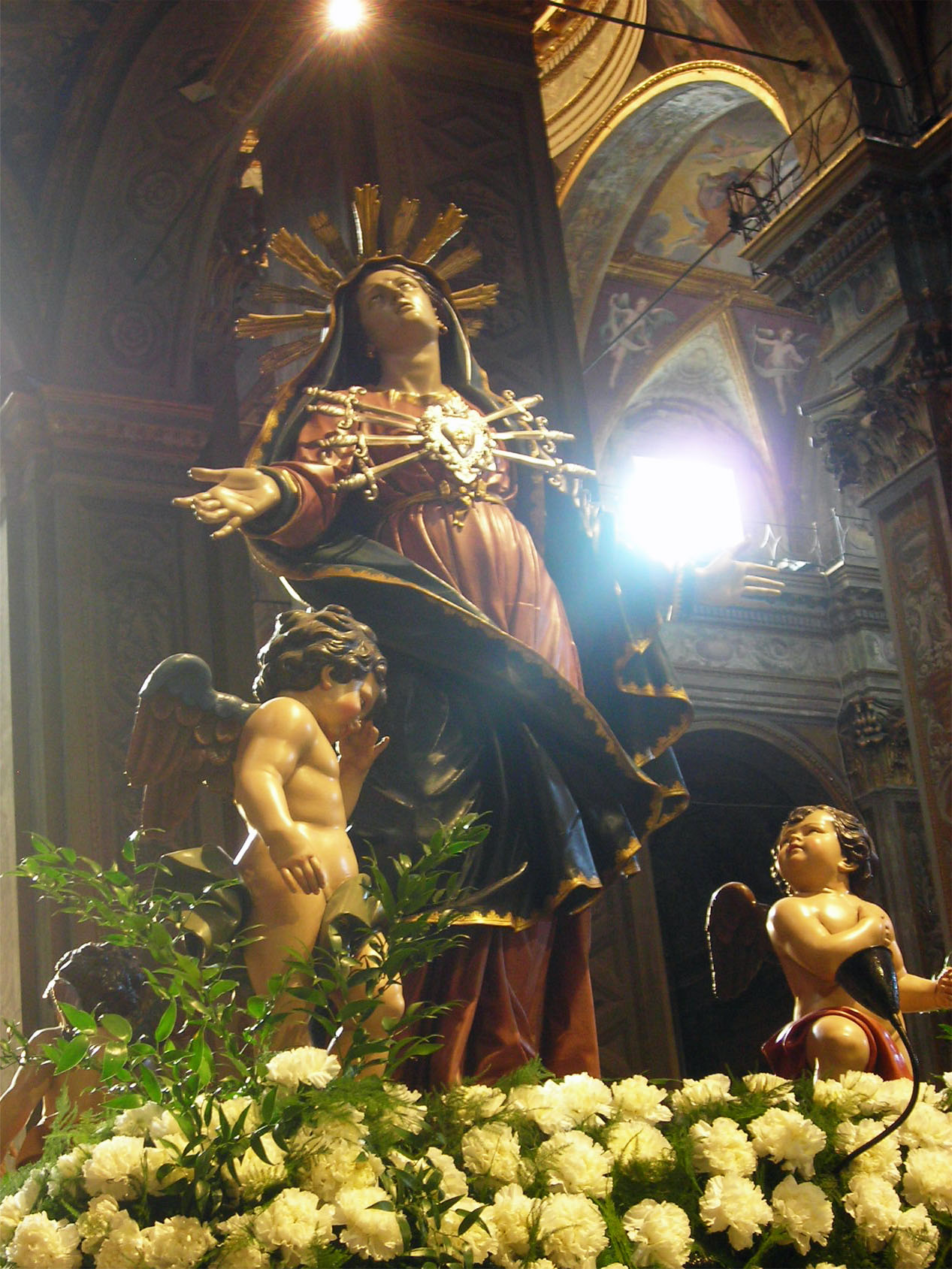
고통의 성모 마리아상

고통의 성모 마리아(라틴어: Beata Maria Virgo Perdolens) 또는 통고의 성모, 슬픔에 잠긴 성모(라틴어: Mater Dolorosa), 칠고의 성모는 예수의 어머니 마리아의 호칭들 가운데 하나로서, 그녀가 일생 중에 슬프거나 고통스러웠던 일들과 관련이 있는 호칭이다. 로마 가톨릭교회의 성모 예술에서 다루는 주제 가운데 하나이기도 하다.
성모 칠고는 로마 가톨릭교회의 대중적인 신심이다. 일반적으로 가톨릭 미술계에서는 고통의 성모를 묘사할 때, 마리아의 심장에 일곱 자루의 단검이 박혀 있이 피를 흘리는 가운데, 얼굴은 비탄에 빠져 눈물을 흘리는 모습으로 그려지곤 한다. 이와 관련하여 랍비 시메온의 예언을 근거로 하여, 마리아의 일곱 가지 슬픔 또는 고통을 묵상하는 기도가 발전하기 시작했다. 대표적인 기도로는 성모 칠고 묵주 기도가 있다. 고통의 성모 마리아 기념일은 전례력으로 매년 9월 15일에 거행되고 있지만, 제2차 바티칸 공의회에 따른 전례 개혁이 있기 전까지는 고통의 금요일 축일도 기념하였다.

## 성모 칠고

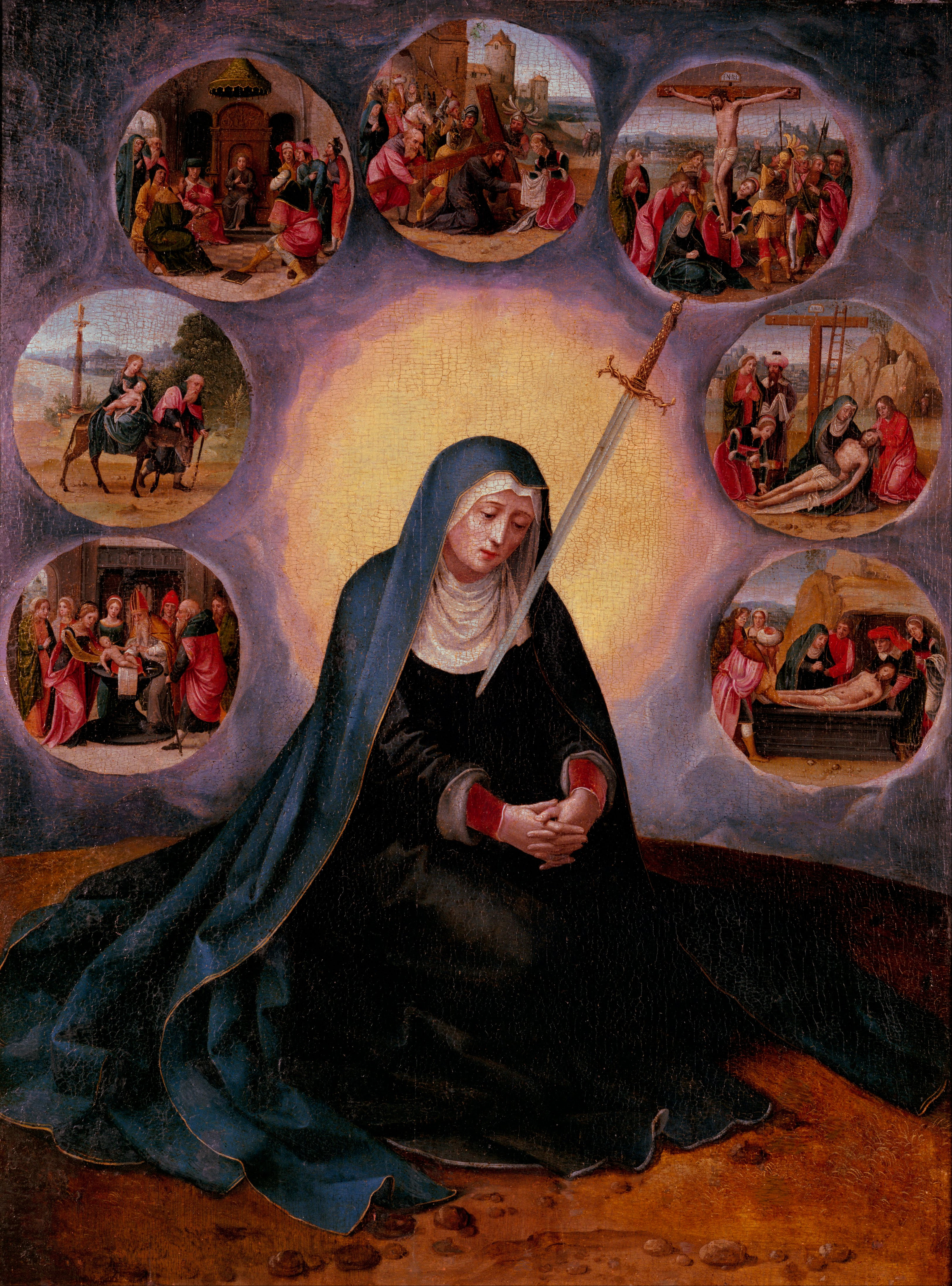
성모 칠고

성모 칠고는 성모 마리아의 생애 동안 일어났던 일곱 가지 슬픔 또는 고통스러웠던 사건을 가리키는 말로, 대중적으로 이에 대한 신심을 가진 이들이 많으며, 미술계에서도 자주 소재로 삼고 있다.
성모 칠고의 각 사건을 나열하면 다음과 같다.
1. 시메온이 아기 예수를 보면서 훗날 마리아가 예리한 칼에 찔리듯 마음이 아플 것이라고 예언한 일
2. 헤로데의 눈을 피해 온갖 고생을 하며 이집트로 피난 간 일
3. 파스카 축제를 지내러 예루살렘에 갔다가 소년 예수를 잃어버린 일
4. 십자가 지고 가는 예수를 만난 고통
5. 예수가 십자가상에서 숨을 거둔 것을 본 고통
6. 예수의 시신을 십자가에서 내린 고통
7. 아들 예수를 무덤에 묻은 고통

성모 칠고와 관련한 묵상 기도는 성모 칠고 묵주 기도가 있으며, 이를 묵주 기도의 고통의 신비와 혼동해서는 안 된다.

## 같이 보기
- 스타바트 마테르
- 피에타